# Trozupka
Trozupka ili ležeća trava (lat. Danthonia decumbens (L.) DC) je vrsta roda Danthonia DC.

## Opšte karakteristike
Trozupka je višegodišnja zeljasta, gusto busenasta biljka, visine do 60 cm. Stablo je glatko, malo kruto, u početku položeno, a kasnije ustajuće ili uspravno. Listovi su ravni, a liske su malo krute, na licu sivozelene, a na naličju sjajno zelene. Široke su oko 2 mm, hrapave po obodu, s retkim trepavičavim dlakama. Rukavci su većinom glatki, po obodu s dugim trepavičavim dlakama. Ligule nema. Umesto nje se nalazi venac dlaka. Metlica je stegnuta, duga preko 6 cm, sa do 12 klasića na uspravnim granama. Klasići su duguljasto jajasti, sa po tri do pet cvetova, skoro 1 cm dugi, svetlozeleni, retko za ljubičastim nijansama. Osovina klasića je ispod cvetova dlakava. Pleve su malo duže od cvetova, obe zatvaraju ceo klasić, imaju tri do pet nerava, a srednji nerv je istaknut. Donja plevica ima više nerava, vrlo je kruta, a na vrhu ima tri zupca. Lodikule su malo mesnate. Plod je duguljast, do 3 mm dug, sa leđne strane stisnut, zatvoren u plevicama. Cveta od juna do avgusta. Utvrđen je broj hromozoma 2n = 24, 36, 124. 

## Stanište i rasprostranjenost
Trozupka naseljava suve livade, pašnjake, borove šume, šibljake, a javlja se i na vlažnijim mestima u šumi, na zemljištima siromašnim u karbonatima i humusu, od nizijskog do subalpijskog pojasa. Značajan je element acidofilnih livada i pašnjaka klase Nardo-Callunetea, a karakteristična vrsta asocijacije Nardetum strictae montanum bosniacum. Često se nalazi i u fitocenozama sveze Arrhenatherion, Molinion coeruleae i Bromion erecti.
Rasprostranjena je u Evropi, Aziji i severnoj Africi. 

## Upotreba
Skromne je krmne vrednosti, dok je u mladom stanju. Stabljike brzo otvrdnu, pa je kao seno bezvredna.

## Spoljašnje veze
- The Euro+Med PlantBase — the information resource for Euro-Mediterranean plant diversity
- Tropicos